# Grote Moskee van Bamako
De Grote Moskee van Bamako is een moskee in het centrum van de stad Bamako in het zuiden van Mali.
De huidige moskee, gebouwd op de plaats van een prekoloniale lemen moskee, werd eind jaren zeventig gebouwd met financiering van de Saoedi-Arabische regering. Het is een van de hoogste bouwwerken in Bamako en ligt ten noorden van de rivier de Niger, vlak bij de centrale markt en de kathedraal van Bamako uit het koloniale tijdperk. Met zijn hoge cementminaretten gebouwd rond een vierkante centrale structuur, staat het gebouw stilistisch dichter bij Saoedische religieuze structuren dan bij West-Afrika. De moskee is vanuit een groot deel van de stad zichtbaar.